# デイヴ・グルーシン
デイヴ・グルーシン（Dave Grusin、1934年6月26日 - ）は、アメリカ合衆国コロラド州リトルトン出身のジャズ・ピアニスト。フュージョン、スムース・ジャズ、アダルト・コンテンポラリー及び映画音楽を代表するピアニスト、編曲家、作曲家、音楽プロデューサー。スムース・ジャズ/アダルト・コンテンポラリー・レーベルであるGRPレコード創設者の一人で、社長を務めていた。1999年以降はピアニスト、作曲家としてソロ活動に身を置いた。
代表曲に、シドニー・ポラック監督映画『コンドル』のテーマ曲、ウール・グロスバード監督映画『恋におちて』のテーマ曲「Mountain Dance」（同名のアルバムからの採録）、マーク・ライデル監督映画『黄昏』のテーマ曲等がある。
米国グラミー賞受賞10回、ノミネーション1回、アカデミー賞受賞1回、ノミネーション7回、ゴールデン・グローブ賞ノミネーション4回。
プロデューサーでキーボーディストのドン・グルーシンは実弟にあたる。

## バイオグラフィ
音楽一家に育ち、幼い頃から音楽を学んでいる。1956年、コロラド大学音楽科を卒業後、兵役に就く。除隊後に再びニューヨークで修学（ネット上では大学で獣医学を学んだという経歴が書かれているが誤りである）。高校生までは獣医になるつもりであったが、大学へ進むにあたって音楽の道へ路線変更している。
1960年代に入ると『アンディ・ウィリアムズ・ショウ』の音楽監督を務め、以後様々なドラマや映画に楽曲を提供していく。この頃よりモダン・ジャズを演奏するようになる。1967年12月にはグルーシンが音楽の一部を担当した映画『卒業』が公開され、同作のサウンドトラック・アルバム『卒業-オリジナル・サウンドトラック』（1968年）により、グルーシンはポール・サイモンと共に、自身初となるグラミー賞受賞を果たした。1970年代に入るとクロスオーバーのムーブメントに乗り、クインシー・ジョーンズやセルジオ・メンデスと共に活動の幅を広げる。ギタリストのリー・リトナーやサックス・プレイヤーの渡辺貞夫とも共演を重ねる。
1972年、元ドラム奏者で、レコーディング・エンジニアのラリー・ローゼンと独立系音楽製作事務所 “グルーシン・ローゼン・プロダクションズ（Grusin/Rosen Productions）” を共同設立。後述のヒットメイカーとしての好成績を上げた後、1978年にアリスタ・レコード(Arista Records)のディストリビューションのもと、GRPレコード(GRP Records)を設立。その後1983年にMCAにディストリビューションを移籍。そして1986年にモータウンやゲフィンなどと共にMCAに買収される。GRPレコードは、米国でも最大手のフュージョン/アダルト・コンテンポラリー・レーベルの一つとなった。
1972年のGRP設立以降、グルーシンは、パートナーのローゼンとともに、プロデューサーとしてアール・クルー、ノエル・ポインター、トム・ブラウン、デイヴ・バレンティン、ボビー・ブルーム、横倉裕、パティ・オースティン、アンジェラ・ボフィル、ダイアン・シューア等数多のアーティストを輩出した。
GRPのビジネスやプロモーションでの来日に加えて、1973年にはクインシー・ジョーンズ率いるビッグバンドの一員として、1978年にはリー・リトナーのバンド ”フレンドシップ（ジェントル・ソウツ）” のメンバーとして、他にも渡辺貞夫のグループに参加するためや、自らビッグバンドを率いるなどしてコンスタントに来日しており、2024年11月にもリー・リトナーと共に日本へ来る予定である。
リー・リトナーとの合作、『Harlequin』収録「Early A.M. Attitude」で第28回（1985年度）グラミー賞ベスト・アレンジメント部門を受賞している。1988年には、映画『ミラグロ/奇跡の地』でアカデミー作曲賞も受賞している。同年にバークリー音楽大学より、翌1989年には母校であるコロラド大学より、それぞれ名誉博士号を授与されている。
1994年にトミー・リピューマがMCAの取締役に就いたことから、リピューマがGRP社長に就任。その後ローゼンが会長を、グルーシンが副会長を務めている。なお、ビリー・ジョエルなどの作品でグルーシンと関わりのあるフィル・ラモーンによるN2Kエンコーデッド・ミュージックの設立にも関与し、グルーシンはラモーンの制作による『ウェストサイド・ストーリー』をリリースしている。
2000年に再びリトナーとコラボレートし、クラシックをクロスオーバーした『Two Worlds』を発表。2008年にもこのクラシック・クロスオーバーの企画の第2弾『Amparo』を発表している。
2018年には、伝記的内容のドキュメンタリー作品『Dave Grusin：Not Enough Time』が制作・公開された。 

## 受賞歴
グラミー賞
- 第10回グラミー賞（1968年分） 最優秀作曲（映画もしくはテレビ向け） 『卒業』 - The Graduate , Dave Grusin & Paul Simon（作曲者）
- 第26回グラミー賞（1983年分） 最優秀インストゥルメンタル編曲 "Summer Sketches '82"（編曲者）（『ライブ・アット・武道館』 所収）
- 第28回グラミー賞（1985年分） 最優秀インストゥルメンタル編曲 "Early A.M. Attitude", Dave Grusin & Lee Ritenour（編曲者）（『ハーレクイン』所収）
- 第32回グラミー賞（1989年分） 最優秀インストゥルメンタル・バックグラウンド作曲アルバム（映画もしくはテレビ向け） 『恋のゆくえ：オリジナル・サウンドトラック』 - The Fabulous Baker Boys（作曲者）
- 第32回グラミー賞（1989年分） 最優秀インストゥルメンタル編曲（ボーカルあり） "My Funny Valentine"（編曲者）（『恋のゆくえ：オリジナル・サウンドトラック』所収）
- 第32回グラミー賞（1989年分） 最優秀インストゥルメンタル編曲『ミラグロ/奇跡の地』 - Suite From The Milagro Beanfield War（編曲者）
- 第34回グラミー賞（1991年分） 最優秀インストゥルメンタル編曲 "Medley: Bess You Is My Woman/I Loves You Porgy"（編曲者）（『ガーシュウィン・コネクション』所収）
- 第36回グラミー賞（1993年分） 最優秀インストゥルメンタル編曲 "Mood Indigo"（編曲者）（『デュークへの想い』所収）
- 第37回グラミー賞（1994年分） 最優秀インストゥルメンタル編曲 "スリー・カウボーイ・ソングス"（編曲者）（『オーケストラル・アルバム』所収）
- 第45回グラミー賞（2002年分） 最優秀インストゥルメンタル編曲（ボーカルあり） "Mean Old Man"（編曲者）（ジェームス・テイラー（『オクトーバー・ロード』所収）

アカデミー賞
- "Best Original Score" for 『ミラグロ/奇跡の地』 - The Milagro Beanfield War - 1988年

その他の賞
- Charles E. Lutton Man of Music Award Recipient, Phi Mu Alpha Sinfonia Fraternity - 1991年

## ディスコグラフィ
1960年代
- Subways are for Sleeping 1962年
- Piano, Strings, and Moonlight 1963年
- Kaleidoscope 1964年

1970年代
- Three Days of the Condor (DRG/EMI) 1975年
- 『ディスカバード・アゲイン!』 - Discovered Again!（1976年6月録音）(Sheffield Lab) 1976年
- 『ワン・オブ・ア・カインド』 - One of a Kind (Polydor/GRP) 1977年（#3."Catavento"が『鶴瓶・新野のぬかるみの世界』のオープニング・エンディング曲に使用された）
- 『チャンプ：オリジナル・サウンドトラック』 - The Champ (Varèse Sarabande) 1979年（サウンドトラック）
- 『マウンテン・ダンス』 - Mountain Dance (GRP) 1979年（#5のタイトル曲はのちに『恋におちて』のテーマ曲に採用された）
- 『出逢い：オリジナル・サウンドトラック』 -  The Electric Horseman (Varèse Sarabande) 1979年（サウンドトラック）

1980年代
- 『アウト・オブ・ザ・シャドウズ』 - Out of the Shadows (Arista GRP/JVC) 1982年
- デイヴ・グルーシン・アンド・ドリーム・オーケストラ名義, 『ライヴ・アット・武道館』 - Dave Grusin and the NY-LA Dream Band（1982年7月7日録音）(JVC/GRP) 1982年（「日本武道館」におけるライヴ。第26回グラミー賞（最優秀編曲（ヴォーカルあり）#7."Summer Sketches"。）
- 『ナイト・ラインズ』 - Night Lines (GRP) 1984年
- リー・リトナーと共同名義, 『ハーレクイン』 - Harlequin (GRP) 1985年（第28回グラミー賞（最優秀編曲（インストゥルメンタル））#2."Early A.M. Attitude"）
- 『シネマジック』 - Cinemagic (GRP) 1987年
- リー・リトナー、ダイアン・シューア（英語版）、デイヴ・ヴァレンティンと共同名義, 『GRPオールスターズ・ライヴ・イン・セッション』 - GRP Live in Session (GRP) 1988年（ライヴ）
- ドン・グルーシンと共同名義, 『スティックス&ストーンズ』 - Sticks and Stones (GRP) 1988年
- 『恋のゆくえ：オリジナル・サウンドトラック』 - The Fabulous Baker Boys (Motion Picture Soundtrack) 1989年（サウンドトラック。第32回グラミー賞（最優秀編曲（ヴォーカルあり）#11.""My Funny Valentine"。）
- 『マイグレーション 』 - Migration (GRP) 1989年

1990年代
- 『ハバナ：オリジナル・サウンドトラック』 - Havana (Motion Picture Soundtrack) 1990年（サウンドトラック）
- 『ガーシュウィン・コネクション』 - The Gershwin Connection (GRP) 1991年（第34回グラミー賞（最優秀インストゥルメンタル編曲）#13."Medley: Bess, You Is My Woman Now/I Loves You Porgy"）
- 『ザ・ファーム 法律事務所：オリジナル・サウンドトラック』 - The Firm (Motion Picture Soundtrack) 1993年（サウンドトラック）
- 『デイブ・グルーシン・プレゼンツ・GRPオールスター・ビッグ・バンド：ライヴ・イン・ジャパン!』 - Dave Grusin Presents GRP All-Star Big Band Live! (GRP) 1993年
- 『デュークへの想い』 - Homage to Duke (GRP) 1993年（第36回グラミー賞（最優秀インストゥルメンタル編曲）#4."Mood Indigo"）
- 『オーケストラル・アルバム』 - The Orchestral Album (GRP) 1994年（第37回グラミー賞（最優秀インストゥルメンタル編曲）Three Cowboy Songs #6, #7, #8, #9）
- 『マイ・フレンド・フォーエバー：オリジナル・サウンドトラック』 - The Cure (Motion Picture Soundtrack) 1995年（サウンドトラック）
- Two for the Road: The Music Of Henry Mancini (GRP) 1996年
- 『狼たちの街：オリジナル・サウンドトラック』 - Mulholland Falls (Motion Picture Soundtrack) 1996年（サウンドトラック）
- Selena (Original Motion Picture Score) (Angel) 1997年
- West Side Story (N-Coded) 1997年
- 『ランダム・ハーツ：オリジナル・サウンドトラック』 - Random Hearts (Motion Picture Soundtrack) 1999年

2000年代
- リー・リトナーと共同名義, 『トゥー・ワールド』 - Two Worlds (Decca) 2000年
- 『ディナー・ウィズ・フレンズ』 - Dinner with Friends  (Jellybean) 2001年（サウンドトラック）
- 『NOW PLAYING：映画テーマ集：ソロ・ピアノ』 - Now Playing: Movie Themes - Solo Piano (GRP) 2005年
- 『ザ・ヤクザ』 - The Yakuza (Motion Picture Soundtrack)  2005年（サウンドトラック。3,000部限定。）
- Lucas limited edition, 2000 copies (Varèse Sarabande) 2006年
- Author! Author! limited edition, 2000 copies (Varèse Sarabande) 2007年
- The Scorpio Letters limited edition of 3000 copies (Film Score Monthly) 2007年
- リー・リトナーと共同名義, 『トゥー・ワールド Vol.2』 - Amparo (Decca) 2008年
- 『0022アンクルの女：オリジナル・サウンドトラック』 - The Girl from U.N.C.L.E. (Varèse Sarabande) 2008年
- The Heart Is a Lonely Hunter limited edition, 3000 copies (Film Score Monthly) 2009年

2010年代
- THE HENRY MANCINI INSTITUTE ORCHESTRAと共同名義, An Evening with DAVE GRUSIN (Heads Up) 2010年
- One Night Only! (C.A.R.E./Intergroove) 2011年

## フィルモグラフィ
- Divorce American Style - (1967年)
- 卒業 The Graduate (1967年)
- 荒野の隠し井戸 Waterhole #3 (1967年)
- 愛すれど心さびしく The Heart Is a Lonely Hunter (1968年)
- ニューヨークの大停電 Where Were You When the Lights Went Out (1968年)
- キャンディ Candy (1968年)
- 刑事コロンボ・殺人処方箋 Columbo, Prescription: Murder (1968年)
- スパイのライセンス It Takes A Theif (1968年), 66エピソード
- ミセスと幽霊 The Ghost & Mrs. Muir (1968年), 50エピソード
- ネーム・オブ・ザ・ゲーム The Name of the Game (1968年), 76エピソード
- レーサー Winning (1969年)
- 夕陽に向って走れ Tell Them Willie Boy is Here (1969年)
- The Trouble with Women "The Trouble with Women" (1970年)
- 警部ダン・オーガスト "Dan August" (1970年-1971年), 26エピソード
- The Bold Ones: The Senator "The Bold Ones: The Senator" (1970年-1972年), 8エピソード
- The Bold Ones: The New Doctors "The Bold Ones: The New Doctors" (1970年-1973年), 34エピソード
- The Gang That Couldn't Shoot Straight (1971年)
- 新・ガンヒルの決斗 Shootout (1972年)
- ミネソタ大強盗団 The Great Northfield Minnesota Raid (1972年)
- Maude "Maude" (1972年-1978年), 141エピソード
- Assignment Vienna "Assignment Vienna" (1972年), 3エピソード
- エディ・コイルの友人たち The Friends of Eddie Coyle (1973年)
- Roll Out "Roll Out" (1973年)
- Good Times "Good Times" (1974年), 133エピソード
- 真夜中の男 The Midnight Man (1974年), 5エピソード
- ザ・ヤクザ The Yakuza (1975年)
- コンドル Three Days of the Condor (1975年)
- バレッタ "Baretta" (1975年-1978年), 80エピソード
- 名探偵登場 Murder by Death (1976年)
- ウディ・アレンのザ・フロント The Front (1976年)
- グッバイガール The Goodbye Girl (1977年)
- ボビー・ディアフィールド Bobby Deerfield (1977年)
- 天国から来たチャンピオン Heaven Can Wait (1978年)
- 出逢い The Electric Horseman (1979年)
- ジャスティス ...And Justice For All (1979年)
- チャンプ The Champ (1979年)
- マイ・ボディガード My Bodyguard (1980年)
- 黄昏 On Golden Pond (1981年)
- スクープ 悪意の不在 Absence of Malice (1981年)
- レッズ Reds (1981年)
- トッツィー Tootsie (1982年) - en:It Might Be You
- 喝采の陰で Author! Author! (1982年)
- St. Elsewhere "St. Elsewhere" (1982年), 137エピソード
- リトル・ドラマー・ガール The Little Drummer Girl (1984年)
- 恋におちて Falling in Love (1984年)
- 月を追いかけて Racing With the Moon (1984年)
- グーニーズ The Goonies (1985年)
- ルーカスの初恋メモリー Lucas (1986年)
- イシュタール Ishtar (1987年)
- ミラグロ/奇跡の地 The Milagro Beanfield War (1988年)
- テキーラ・サンライズ Tequila Sunrise (1988年)
- マイフレンド、クララ Clara's Heart (1988年)
- 白く渇いた季節 A Dry White Season (1989年)
- 恋のゆくえ/ファビュラス・ベイカー・ボーイズ The Fabulous Baker Boys (1989年)
- ハバナ Havana (1990年)
- 虚栄のかがり火 Bonfire of the Vanities (1990年)
- フォー・ザ・ボーイズ For the Boys (1991年)
- ザ・ファーム 法律事務所 The Firm (1993年)
- マイ・フレンド・フォーエバー The Cure (1995年)
- 狼たちの街 Mulholland Falls (1996年)
- セレナ Serena (1997年)
- 微笑みをもう一度 Hope Floats (1998年)
- ランダム・ハーツ Random Hearts (1999年)
- ディナー・ウィズ・フレンズ Dinner With Friends (2001年)
- ザ・ゲーム Even Money (2007年)

## テレビ出演
- 『Song to soul〜永遠の１曲』 (BS-TBS)第31回

## 楽曲の主な扱い
- 鶴瓶・新野のぬかるみの世界（ラジオ大阪）メインテーマに「Catavento」が使用されていた。番組内では冒頭のメロディから「チキチン」と呼ばれ親しまれた。
- アタックヤング（STVラジオ）メインテーマに「Electrophantasma」が使用されていた。
- 中央競馬全レース中継（グリーンチャンネル）第3場ローカル開催時の重賞パドックに「MountainDance」が使用されていた。
- ニュース・日経夕刊＆日経朝刊 「チャンプ (1979年の映画)」の楽曲の1つ「Gym Montage」がテーマミュージックとして使用されていた。